# Centro Cultural Recreativo e Desportivo Burinhosa
O Centro Cultural Recreativo e Desportivo de Burinhosa (abreviado como CCRD Burinhosa) é um clube de futsal português da localidade de Burinhosa, na freguesia de Pataias, Concelho de Alcobaça e Distrito de Leiria.
O clube disputa atualmente o Campeonato da 1ª Divisão de Futsal, e durante a sua história o Burinhosa conquistou a segunda divisão do Campeonato Português na temporada 2013-2014, além de outros três títulos regionais.